# José Wilker
José Wilker, all'anagrafe José Wilker de Almeida (Juazeiro do Norte, 20 agosto 1947 – Rio de Janeiro, 5 aprile 2014), è stato un attore e regista brasiliano.

## Biografia

### Carriera
Wilker nacque a Juazeiro do Norte, nello stato federato di Ceará, nel 1947 in una famiglia d'origini olandesi e portoghesi. Compì giovanissimo le sue prime esperienze artistiche, facendo l'annunciatore presso una stazione radiofonica locale. A 19 anni si trasferì a Rio de Janeiro, a 21 debuttò come attore cinematografico e a 27 partecipò per la prima volta a una telenovela. Abbandonò gli studi universitari di sociologia per poter proseguire la carriera artistica.
Nel 1976 José Wilker divenne famoso grazie all'interpretazione di Vadinho in Donna Flor e i suoi due mariti, accanto a Sônia Braga (i due avevano già recitato insieme l'anno prima, nella telenovela Gabriela). Da allora Wilker sostenne sempre più spesso il ruolo da protagonista, sia nelle serie televisive sia al cinema. Nel 1978 l'attore apparve in un film italiano, Professor Kranz tedesco di Germania (diretto da Luciano Salce), dove fece da spalla a Paolo Villaggio. Lavorò anche a Hollywood, partecipando alla pellicola Mato Grosso, accanto a Sean Connery.
Tra le sue prove recitative in televisione, vanno sottolineate quelle in Piume e paillettes (1980), Brillante (1981), Happy End (1982), Roque Santeiro (1985), Duas caras (2007) e Amor à vida (2013). A partire dagli anni ottanta, Wilker si cimentò anche nella regia, dirigendo sia telenovele sia lungometraggi.
Fu inoltre attore teatrale: si ricorda in proposito il suo Domenico Soriano nel capolavoro di Eduardo De Filippo, Filumena Marturano, allestito in Brasile nella seconda metà degli anni 80, con Yara Amaral nel ruolo dell'omonima protagonista. 
José Wilker seguì più volte la cerimonia degli Oscar per Rede Globo.

### Decesso
Wilker morì nel sonno nella propria abitazione di Rio de Janeiro il 5 aprile 2014, all'età di 66 anni, vittima di un infarto.

## Vita privata
A 17 anni, nel 1964, sposò una donna più anziana di lui, la psicologa Elza Maria Barros da Rocha Pinto, da cui divorziò nel 1976, prendendo quindi in moglie l'attrice Renée de Vielmond, che gli diede la prima figlia, Mariana; nel 1984 divorziò dalla seconda moglie per sposarsi l'anno dopo con l'attrice Mônica Torres, e da questo matrimonio nacque Isabel; nel 1996 divorziò dalla Torres e nel 2000 convolò a nuove nozze con l'attrice Guilhermina Guinle, separandosi poi nel 2006; nel 2010 si sposò per la quinta volta, con la giornalista Claudia Montenegro, che lo rese padre di Madà.

## Filmografia parziale

### Cinema
- A Falecida (1965)
- El justicero (1967)
- A Vida Provisória (1968)
- Eu Sou Vida, Eu Não Sou Morte - cortometraggio (1970)
- Estranho triângulo (1970)
- Xica da Silva, regia di Carlos Diegues (1976)
- Donna Flor e i suoi due mariti (Dona Flor e Seus Dois Maridos), regia di Bruno Barreto (1976)
- Confissões de Uma Viúva Moça (1976)
- Diamante bruto (1977)
- Professor Kranz tedesco di Germania, regia di Luciano Salce (1978)
- Batalha dos Guararapes (1978)
- O Bom Burguês (1979)
- Um trem para as Estrelas (1987)
- Bye Bye Brasil, regia di Carlos Diegues (1980)
- Mato Grosso (1992)
- Maria, la madre del figlio di Dio (2003)

### Televisione
- Gabriela (1975)
- Piume e paillettes (Plumas e paetês) (1981)
- Brillante (Brilhante) (1981)
- Happy End (Final Feliz) (1982)
- Roque Santeiro (1985)
- Il cammino della libertà; altro titolo: La padroncina (Sinhá Moça) (1986)
- Duas caras (2007)
- Gabriela (2012)
- Amor à vida (2013)